# Perfect Days
Pour plus de détails, voir Fiche technique et Distribution.
Perfect Days est un film germano-japonais réalisé par Wim Wenders sorti en 2023,. Présenté en compétition au festival de Cannes 2023, il remporte le prix d'interprétation masculine pour l'acteur principal Kōji Yakusho, ainsi que le prix du jury œcuménique.

## Synopsis
Le film suit le quotidien de Hirayama, un quinquagénaire taciturne, cultivé et bienveillant, employé des toilettes publiques du quartier de Shibuya, à Tokyo. Il vit seul et suit une routine quotidienne, accomplissant consciencieusement son travail et consacrant son temps libre à sa passion pour la musique, la culture de plantes, la photographie et la littérature.

## Fiche technique
Sauf indication contraire, les informations mentionnées dans cette section peuvent être confirmées par la base de données cinématographiques IMDb,  présente dans la section « Liens externes ».
- Titre français : Perfect Days

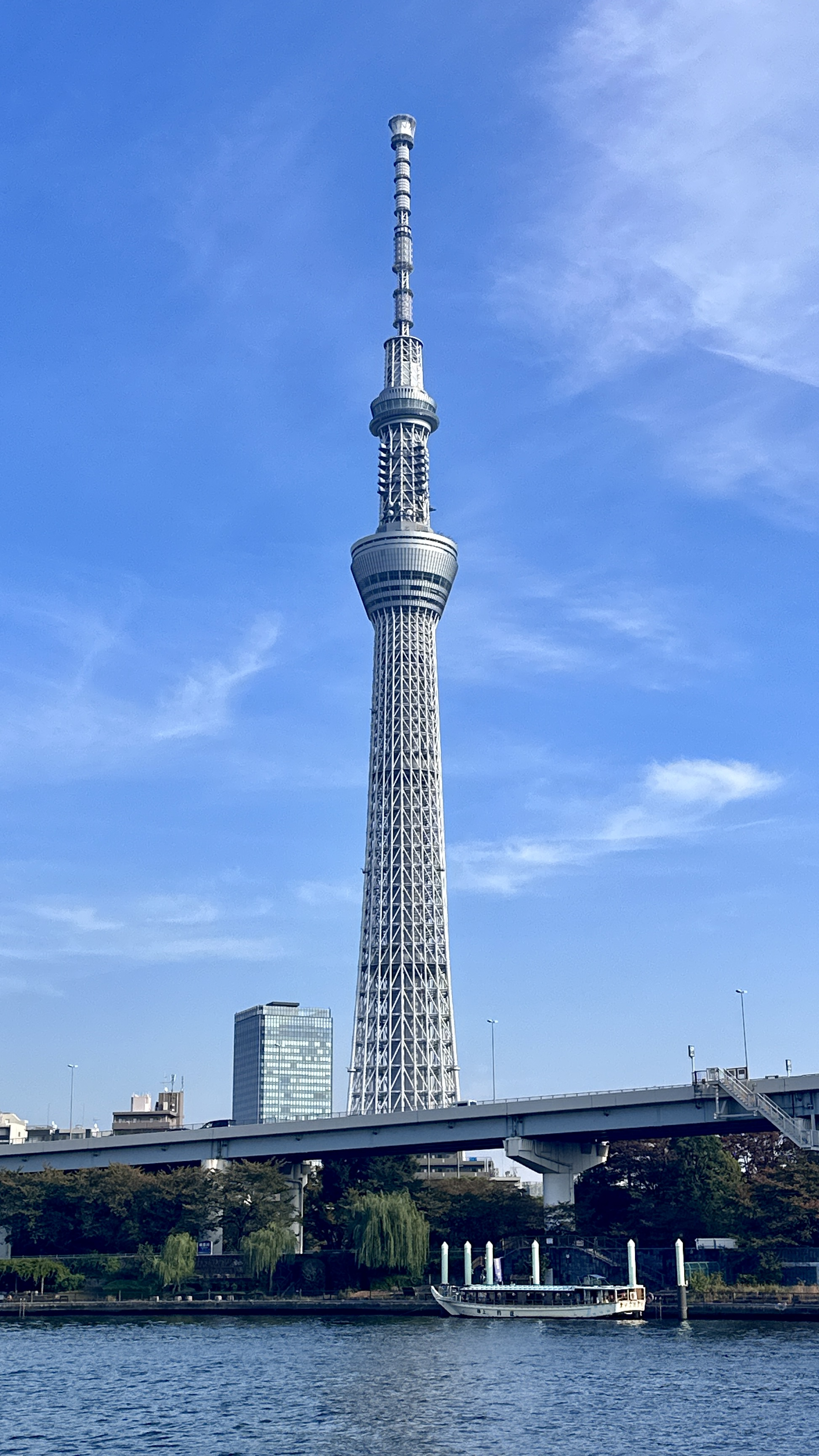
La tour de radiodiffusion Tokyo Skytree sert de toile de fond au quotidien du personnage principal.

- Titre québécois : Les Jours parfaits[3]
- Réalisation : Wim Wenders
- Scénario : Wim Wenders et Takuma Takasaki
- Photographie : Franz Lustig
- Montage : Toni Froschhammer
- Décors : Towako Kuwajima
- Création des installations oniriques : Donata Wenders
- Société de production : Master Mind, Wenders Images (association)
- Société de distribution : Haut et Court[4]
- Pays de production :  Allemagne —  Japon
- Langue originale : japonais
- Format : couleurs - Dolby Digital
- Genre : drame
- Durée : 123 minutes
- Date de sortie :
  - France : mai 2023 (festival de Cannes) ; 29 novembre 2023 (sortie nationale)

## Distribution
Sauf indication contraire, les informations mentionnées dans cette section peuvent être confirmées par les bases de données cinématographiques IMDb et Allociné,  présentes dans la section « Liens externes ».
- Kōji Yakusho (VF : Jean-Christophe Acquaviva) : Hirayama
- Tokio Emoto (en) (VF : Sébastien Mortamet) : Takashi, l'assistant de Hirayama
- Aoi Yamada (VF : Caroline Ribot) : Aya
- Arisa Nakano (VF : Sonia Petit) : Niko, la nièce de Hirayama
- Yumi Asō (en) (VF : Sandrine Henry) : Keiko, la sœur de Hirayama et mère de Niko
- Sayuri Ishikawa (VF : Sandra Vandroux) : Mama, la gérante du bar
- Tomokazu Miura (en) (VF : Jacques Chambon) : Tomoyama, l'ex-mari de Mama
- Min Tanaka : l'homme sans-abri
- Atsushi Fukazawa (VF : Laurent Pasquier) : Kat-chan

 Source et légende : version française (VF) sur RS Doublage et carton du doublage français.

## Production
L'existence du film prend pour point de départ une commande passée par la municipalité de Tokyo à Wim Wenders, qui souhaite qu'il réalise un documentaire sur le projet The Tokyo Toilet,  une série de toilettes publiques conçues par des créateurs de renommée mondiale dans le quartier de Shibuya à Tokyo. Le cinéaste préfère réaliser une fiction.

## Accueil

### Avis critiques
Le film obtient une note moyenne de 3,6/5 sur Allociné, sur la base de 30 critiques de presse, et un score de 93% pour le tomatometer de Rotten Tomatoes.
Les critiques sont partagés : dans le journal Le Temps, Stéphane Gobbo parle d'un film « sublime », « d'une poésie rare ». Par contre, dans Libération, Didier Péron estime que le cinéaste « peine à nous embarquer dans son carpe diem farci de fausse plénitude et de fétiches culturels ».

## Distinctions

### Récompenses
- Festival de Cannes 2023 :
  - Prix d'interprétation masculine pour Kōji Yakusho
  - Prix du jury œcuménique

### Nominations
- César 2024 : meilleur film étranger
- Oscars 2024 : meilleur film international